# Krystyna Zarzecka
Krystyna Elżbieta Zarzecka (ur. 25 października 1956 w Dębnikach) – polska agronom, profesor nauk rolniczych, Uniwersytet w Siedlcach.

## Życiorys
W 1980 ukończyła studia na Wydziale Rolniczym Akademii Rolniczo-Technicznej im. Michała Oczapowskiego w Olsztynie. W 1988 uzyskała stopień doktora z zakresu agronomii w Wyższej Szkole Rolniczo-Pedagogicznej w Siedlcach na podstawie pracy Wpływ dawek i terminów stosowania niektórych herbicydów zastępczych na wielkość i jakość plonu ziemniaka.27 kwietnia 1998 uzyskała habilitację w Wyższej Szkole Rolniczo-Pedagogicznej w Siedlcach, na podstawie dorobku naukowego oraz monografii Wpływ pielęgnacji na zachwaszczenie, wysokość i jakość plonu bulw ziemniaka. 8 września 2006 otrzymała tytuł profesora nauk rolniczych.
Zawodowo związana z Wyższą Szkołą Rolniczo-Pedagogiczną, przekształcaną kolejno w Akademię Podlaską i Uniwersytet w Siedlcach. Pełniła funkcję z-cy dyrektora Instytutu Agronomii, kierownika Studiów Podyplomowych z Rolnictwa.
Wykładała również w Państwowej Szkole Wyższej im. Papieża Jana Pawła II w Białej Podlaskiej. Wypromowała pięciu doktorów. Członek Rady Naukowej Instytutu Hodowli i Aklimatyzacji Roślin – Państwowy Instytut Badawczy (2009–2016).
Specjalizuje się w technologii uprawy roślin rolniczych (pielęgnacja, uproszczenia w uprawie roli, biostymulatory, ekonomiczna ocena zabiegów ochrony roślin), herbologii oraz ogólnej uprawie roli i roślin. Opublikowała ponad 750 prac, w tym 320 oryginalnych prac twórczych. Członek Polskiego Towarzystwa Agronomicznego, Polskiego Towarzystwa Gleboznawczego.

## Odznaczenia
- Brązowy Krzyż Zasługi (1999)[7]
- Medal Komisji Edukacji Narodowej (2003)
- Srebrny Medal za Długoletnią Służbę (2009)
- Odznaka honorowa „Zasłużony dla Rolnictwa”[1]